# Karabin FN CAL
FN Carabine Automatique Légère (FN CAL) – belgijski karabin szturmowy. Konstrukcja FN CAL wzorowana jest na karabinie FN FAL, ale projektując jego części starano się zastosować na większą skalę tłoczenie zamiast frezowania.
FN CAL okazał się bronią niezbyt udaną, drogą i o zbyt niskiej żywotności. Wady karabinu FN CAL sprawiły, że jego produkcja była niewielka, a w biurze konstrukcyjnym FN rozpoczęto prace nad nowym karabinem szturmowym kalibru 5,56 mm. Efektem tych prac był karabin FNC, którego produkcję rozpoczęto w 1976 roku.

## Opis
FN CAL był bronią samoczynno-samopowtarzalną. Zasada działania oparta na odprowadzaniu części gazów prochowych przez boczny otwór lufy, z krótkim ruchem tłoka gazowego. Strzelanie odbywało się z zamka zamkniętego. Dźwignia przełącznika rodzaju ognia pełniła jednocześnie rolę bezpiecznika.
FN CAL był bronią zasilaną z magazynków 20, 25 lub 30-nabojowych.
Lufa zakończona tłumikiem płomieni, pod lufą zaczep do montowania bagnetu. Pod lufą można było podwiesić granatnik FN 40.
CAL wyposażony był w łoże i chwyt pistoletowy. Kolba składana na bok broni lub stała. Przyrządy celownicze mechaniczne.